# Puchar Polski (województwo dolnośląskie) w piłce nożnej mężczyzn (2020/2021)
W sezonie 2020/2021 Puchar Polski na szczeblu województwa dolnośląskiego składał się z 2 rund, w których brali udział zwycięzcy 4 okręgowych rozgrywek Pucharu Polski: Jelenia Góra, Legnica, Wałbrzycha i Wrocławia. Rozgrywki miały na celu wyłonienie zdobywcy wojewódzkiego Pucharu Polski i uczestnictwo na szczeblu centralnym Pucharu Polski w sezonie 2021/2022.

## Uczestnicy
| III liga                                                                            | IV liga                                                                                                |
| ----------------------------------------------------------------------------------- | --- |
| - Ślęza Wrocław – zwycięzca OPP Wrocław - Zagłębie II Lubin – zwycięzca OPP Legnica | - Bielawianka Bielawa – zwycięzca OPP Wałbrzych - Karkonosze Jelenia Góra – zwycięzca OPP Jelenia Góra |

## 1/2 finału
Losowanie par półfinałowych odbyło się 4 maja 2021 roku, natomiast mecze rozegrano 12 maja tegoż roku.
| 12 maja 2021 | Bielawianka Bielawa     | 1:2   | Karkonosze Jelenia Góra                     |  |
| 17:00        | 44' Adrian Niewiadomski | (1:0) | 70' Oskar Giziński · 90' Mateusz Czerwiński |  |

| 12 maja 2021 | Zagłębie II Lubin | 0:2   | Ślęza Wrocław                            |  |
| 17:00        |                   | (0:2) | 2' Kornel Traczyk · 37' Filip Olejniczak |  |

## Finał
Mecz finałowy odbył się 9 czerwca 2021 roku. W nim Ślęza Wrocław pokonała Karkonosze Jelenią Górę zdobywając Regionalny Puchar Polski i uzyskując prawo do gry na szczeblu centralnym Pucharu Polski w sezonie 2021/2022.
| 9 czerwca 2021 | Karkonosze Jelenia Góra | 0:3   | Ślęza Wrocław                                                   |                                  |
| 18:00          |                         | (0:0) | 62' Piotr Stępień · 77' Mateusz Kluzek · 80' Mikołaj Wawrzyniak | Stadion Miejski w Jeleniej Górze |